# ايمي لويل
ايمي لويل (بالإنجليزية: Amy Lowell) (و. 1874 – 1925 م) هي شاعرة، وكاتِبة، ونجمة اجتماعية، من الولايات المتحدة، ولدت في بروكلين (ماساتشوستس)، توفيت في بروكلين (ماساتشوستس)، عن عمر يناهز 51 عاماً، بسبب نزف مخي.

## حياتها الشخصية
ولدت إيمي لويل في 9 فبراير 1874، في بوسطن، ماساشوسيتس، وهي ابنة أغسطس لويل وكاثرين بيغلو لويل. من بين أشقائها الفلكي بيرسيفال لويل، والمعلم أبوت لورانس لويل، والناشطة الأولى في مجال الرعاية قبل الولادة إليزابيث لويل بوتنام. جميعهم كانوا أحفاد جون لويل، ومن جهة أمهم فهم أحفاد أبوت لورانس.
كانت المدرسة مصدر يأس كبير بالنسبة لإيمي لويل وهي صغيرة. واعتبرت نفسها تطور ملامح «ذكورية» و«قبيحة»، وكانت منبوذة اجتماعيًّا. وكانت لها سمعة بين زملائها في الدراسة حول صراحتها وعنادها.
لم تذهب إيمي قط إلى كلية لأن أسرتها كانت تعتبر أن من غير المناسب أن تفعل ذلك امرأة. وعوضت عن هذا النقص بقراءة متفوقة وجمع الكتب. وعاشت في مجتمع نسائي وسافرت على نطاق واسع، وانتقلت إلى الشعر في عام 1902 (بعمر 28 عامًا) بعد أن استوحت من أداء إليونورا دوس في أوروبا.
يقال إن لويل مثلية الجنس، وفي عام 1912 ظهرت سمعة أنها والممثلة آدا دوير راسل عشيقتان.
كانت لويل تدخن السيجار باستمرار، مدعية أنها تستمر مدة أطول من مدة السجائر. ارتبطت عادة تدخين السيجار فيها علنًا، لدرجة أن الصحف كثيرا ما ذكرت ذلك. كانت مشكلة الغدة سببا في إبقاء وزنها الدائم أكثر من اللازم، وكان معجبوها يدافعون عنها حتى بعد وفاتها.
توفيت لويل بسبب نزيف في المخ عام 1925 عن عمر يناهز 51 عاما، ودفنت في مقبرة جبل أوبورن. في العام التالي، حصلت على جائزة بوليتزر عن الشعر . وتضمنت مجموعتها الفائزة قصيدة وطنية «»ليلاكس«». قال عنها لويس أنترماير إنها قصيدة يحبها كثيرًا.
ظهر أول عمل نشر لها عام 1910 في مجلة أتلانتيك الشهرية. وظهرت المجموعة الأولى المنشورة من شعرها «قبة من الزجاج الملون» بعد عامين، في عام 1912 وأضيفت مجموعة إضافية من القصائد غير المجمعة إلى حجم «الأعمال الشعرية الكاملة لآمي لويل»، الذي نشر في عام 1955 مع مقدمة من لويس أنترماير، الذي كان يعتبر نفسه صديقا لها.
رغم أنها كانت تكتب السوننتس أحيانا، كانت لويل في وقت مبكر ملتزمة بطريقة «الشعر الحر» للشعر وأحد أبرز أبطال هذه الطريقة، وقد عرفته في مقدمة خطابها «خنافس السيف وبذور الخشخاش»؛ وفي استعراض أمريكا الشمالية لشهر يناير 1917، وفي الفصل الختامي «النزعات في الشعر الأمريكي الحديث»؛ وكذلك في الطلب الهاتفي (17 يناير 1918)
طوال حياتها العملية، كانت لويل داعية لكل من الشعراء المعاصرين والتاريخيين. وكان كتابها «شعراء الزهور» بمثابة إعادة صياغة شعرية للترجمات الحرفية لأعمال الشعراء الصينيين القدماء، لا سيما لي تاي - بو (A.D.701-762). تضمنت كتابتها أيضا أعمالاً مهمة في الأدب الفرنسي.
كتبت إيمي لويل قصيدتين على الأقل عن المكتبات -«بوسطن أثينوم»  و«مكتبة الكونغرس»- خلال مسيرتها المهنية. كما تظهر مناقشة للمكتبات في مقالها «الشعر والخيال والتعليم».

## الإرث
في سنوات ما بعد الحرب العالمية الأولى، كانت لويل منسية إلى حد كبير، ولكن الحركة النسائية في السبعينيات والدراسات النسائية أعادتها إلى النور. غير أن لويل، وفقا لهيوود برون، كانت شخصياً ضد الحركة النسائية.
تأتي مصادر إضافية للاهتمام في لويل اليوم من المشاعر المناهضة للحرب في القصيدة التي درسها الكثيرون «أنماط» شخصيتها للأجسام غير المتحركة، كما في «ذا جرين بورد»، و«حامل الموسيقى الأحمر»؛ وموضوعاتها المثلية، منها قصائد الحب الموجهة إلى أدوير راسيل في «كلمتين معا» وقصيدتها «الأخوات» التي تخاطب أسلافها الشعرية.
جمع البروفيسور هارلي فارنسورث ماكنير زوج آيسكوغ مراسلة لويل لصديقتها فلورنس أيسكوف -وهي كاتبة ومترجمة للأدب الصيني- ونشرها في عام 1945.

## جوائز
حصلت على جوائز منها:
- جائزة بوليتزر عن فئة الشعر.

## روابط خارجية
- ايمي لويل على موقع الموسوعة البريطانية (الإنجليزية)
- ايمي لويل على موقع ميوزك برينز (الإنجليزية)
- ايمي لويل على موقع إن إن دي بي (الإنجليزية)
- ايمي لويل على موقع ديسكوغز (الإنجليزية)